# Croton elliottii
Espèce
Croton elliottii est une espèce de plantes à fleurs du genre Croton et de la famille des Euphorbiaceae, présente en Géorgie et au nord de la Floride.
Il a pour synonyme :
- Croton ellipticus, Elliot, 1821
- Oxydectes elliottii, (Chapm.) Kuntze